# Narcisse Yaméogo
Narcisse Yaméogo (* 19. November 1980 in Ouagadougou, Obervolta, heute Burkina Faso) ist ein Fußballspieler aus dem westafrikanischen Staat Burkina Faso.
Er begann seine Karriere bei ASFA-Yennenga Ouagadougou in der burkinischen Hauptstadt und kam über Dakar nach Portugal, wo er bei mehreren Vereinen unter Vertrag stand. Zur Saison 2009/10 spielt er bei FK Muğan in Aserbaidschan.
Yaméogo spielt für die burkinische Fußballnationalmannschaft und nahm an der Afrikameisterschaft 2002 und Afrikameisterschaft 2010 sowie den Qualifikationsspielen zur WM 2002 in Japan und Südkorea und zur WM 2010 in Südafrika teil.